# Agelaia nebularum
Agelaia nebularum är en getingart som beskrevs av Cooper 2000. Agelaia nebularum ingår i släktet Agelaia och familjen getingar. Inga underarter finns listade i Catalogue of Life.